# Hawkwind (álbum)
Hawkwind es el primer álbum debut y álbum debut de la banda británica de rock: homónima, editado en 1970 por Liberty Records.
Producido por el guitarrista de The Pretty Things, Dick Taylor, el cuerpo principal del disco está compuesto por una pieza instrumental, de fuerte carga psicodélica, que nació de sucesivas jam sessions, llamada originalmente "Sunshine Special", la cual fue dividida en varias partes.
Para sorpresa del resto del grupo, la autoría de todo el material fue acreditado al guitarrista y cantante Dave Brock solamente (en la edición original en vinilo), lo cual fue corregido tanto en la reedición en CD de 1996, como en subsiguientes relanzamientos del álbum, adjudicando la autoría del material a toda la banda.
Álbum experimental y pionero del llamado rock espacial, Hawkwind fue grabado en los estudios londinenses Trident "en vivo", ya que Taylor percibió que una grabación directa, sencilla y sin mezclas era la mejor manera de capturar el espíritu sonoro del grupo. Las escasas letras del LP tratan principalmente de la experiencia alucinógena, a través del consumo de drogas.
La reedición en CD incluye 4 bonus tracks, 3 de ellos grabados en los Estudios Abbey Road en 1969 (como Hawkwind Zoo), y el otro grabado por Dave Brock solo.

## Lista de canciones
Lado A
1. "Hurry on Sundown" (Dave Brock/Hawkwind) - 4:55
2. "The Reason Is?" (Brock/Hawkwind) - 3:30
3. "Be Yourself" (Brock/Hawkwind) - 8:01
4. "Paranoia – Part 1" (Brock/Hawkwind) - 1:12

Lado B
1. "Paranoia – Part 2" (Brock/Hawkwind) - 4:10
2. "Seeing It as You Really Are" (Brock/Hawkwind) - 10:44
3. "Mirror of Illusion" (Brock/Hawkwind) - 6:59

Bonus tracks CD (1996)
1. "Bring It on Home" (Willie Dixon) - 3:16
2. "Hurry on Sundown" (demo) (Brock) - 5:02
3. "Kiss of the Velvet Whip" (Brock) - 5:25
4. "Cymbaline" (Roger Waters) - 4:04

## Personal
- Dave Brock: voz, guitarra, teclados
- Nik Turner: saxo, flauta, voz
- Huw Lloyd-Langton: guitarra, voz
- John A. Harrison: bajo, voz
- Dik Mik: sintetizador
- Terry Ollis: batería